# У-ви-зхутан
У-ви-зхута́н (ивр. ובזכותן‎, дословно — «И по своему праву», также Би-зхутан, Бизхутан и Увизхутан) — израильская политическая партия, созданная в начале 2015 года общественной активисткой Рут Колиан. Это первая политическая партия в Израиле, ориентированная на женщин, исповедующих ультраортодоксальный иудаизм. Две существующие израильские ультраортодоксальные партии, ШАС и Яхадут ха-Тора, не позволяют кандидатам-женщинам баллотироваться в своих избирательных списках. Колиан говорит, что партия будет представлять всех женщин, недовольных нынешним состоянием религиозного истеблишмента Израиля. На выборах 2015 года партия не смогла преодолеть избирательный барьер, необходимый для получения мест в Кнессете, получив лишь 1802 голоса (0,04 %).

## История
Колиан, основательница партии, была связана с партией ШАС, но партия отказала ей в разрешении баллотироваться на муниципальных выборах в 2013 году. Когда она подала прошение о признании гендерной изоляции в политических партиях незаконным, Верховный суд Израиля отклонил её ходатайство о сокращении финансирования политических партий, если они дискриминируют женщин. По состоянию на 2015 год ни одна женщина-кандидат никогда не баллотировалась в списках кандидатов от ультраортодоксальных партий: Цвия Гринфельд, ультраортодоксальная еврейка, действительно стала первой ультраортодоксальной женщиной-депутатом Кнессета в 2008 году, но баллотируясь от левой партии Мерец.
Хотя обе организации протестуют против гендерной дискриминации ШАС и Яхадут ха-Тора, У-ви-зхутан не имеет официальной связи с Ло Нивхарот Ло Бохарот, кампанией, проводимой Эсти Ридер-Индурски и Рахели Ибенбойм с целью побудить ультраортодоксальных женщин отказаться голосовать за партию, которая не включает женщин в свои списки.
Илана Марилес Штокман, израильская писательница и активистка за права женщин, отмечает: «Учитывая, что эти женщины происходят из мира, где им запрещено занимать государственные должности, новое феминистское ультраортодоксальное движение является радикальным и революционным. Это вызывает ажиотаж как внутри сообщества, так и за его пределами». Хотя не ожидается, что партия получит какие-либо места на предстоящих выборах в Кнессет, она надеется добиться прогресса в том, чтобы их требования к израильскому правительству и раввинам были услышаны, чтобы предоставить ультраортодоксальным женщинам те же права, что и другим гражданам Израиля. Около 12 % израильского электората составляют харедим (ультраортодоксы), и раввины и мужья ожидают, что женщины будут голосовать так, как им говорят, хотя женщины часто являются единственными работающими членами семьи. Новый политический голос ультраортодоксальных женщин может вызвать перемены в будущем. «Теоретически ультраортодоксальная женщина голосует в соответствии с тем, что говорит ей её муж, а это основано на том, что говорит ему раввин», — сказала Колиан. «Но мы знаем, что в кабине для голосования это решение принимается между женщиной и Богом».
Реакция некоторых представителей ультраортодоксального сообщества была быстрой и негативной. Адвокат Дов Хальберталь, хорошо известный в среде литовских харедим, выступил по общественному радио, осудив У-ви-зхутан и сказав основательнице организации Рут Колиан: «Вы будете отлучены на несколько поколений». Когда якобы были опубликованы угрожающие комментарии религиозных лидеров, заместитель Юридического советника правительства Дина Зильбер попыталась защитить права членов партии и избирателей. В письме в Центральную избирательную комиссию Зильбер отметила, что заявления в публикации были сформулированы с целью помешать ультраортодоксальным женщинам свободно голосовать и баллотироваться в партии Кнессета. Зильбер возразила, что тем самым женщинам отказывают в их правах как граждан и им отказывают в представительстве в правительстве. Она добавила, что эти заявления представляют собой угрозы и изоляцию, «серьёзное явление, характеризующееся дискриминацией женщин только на том основании, что они женщины».
Основание партии вызвало конфликт в ультраортодоксальной общине. Раввины угрожали женщинам в партии и вынудили лидера партии Рут Колиан попросить защиты у правительства после того, как её 10-летнюю дочь вытащили из класса и допросили о партийной деятельности.

### Избирательная история
Партия участвовала только в одних национальных выборах. Во время выборов в законодательные органы Израиля в 2015 году партия получила всего 1802 голоса, или 0,04 % электората. Партия не участвовала в последующих национальных выборах в Израиле.

## Проблемы
Девять кандидатов У-ви-зхутан, в том числе двое мужчин, участвовавшие в выборах в законодательные органы Израиля в марте 2015 года, способствовали прогрессу в решении женских проблем, особенно в вопросах образования, занятости и здравоохранения. У-ви-зхутан использовала социальные сети для связи с избирателями, отчасти потому, что традиционные ультраортодоксальные издания отказывались принимать рекламу партии. Такое отсутствие женщин-кандидатов соответствует практике харедим в Израиле, которая включает в себя размещение «женщин в задней части автобуса, в отдельной комнате на свадьбе и даже на отдельной стороне улицы в некоторых районах».
Рекламные объявления партии о предвыборной кампании в марте 2015 года были первоначально отвергнуты некоторыми ультраортодоксальными газетами, в том числе «Ятед Неэман» и «Йом ле-йом». Затем Колиан обратилась в суд с просьбой прекратить дискриминационную практику. При содействии Центра по улучшению положения женщин и Центра женского правосудия партия одержала победу, и суд обязал две газеты, упомянутые в иске, принять рекламу. Суд отклонил заявления новостных организаций о том, что они могут оскорбить клиентов, публикуя рекламу женской ультраортодоксальной партии. Руководитель Ракмановского центра по улучшению положения женщин юридического факультета университета Бар-Илан профессор Рут Гальперин-Каддари назвала решение суда «историческим правовым прецедентом, определяющим, что в определённых обстоятельствах соображения равенства женщин и равенства выборов, а также предотвращение дискриминации в отношении женщин и предотвращение их исключения превосходят права собственности коммерческих организаций, таких как газеты. Это верх изоляции женщин. Ультраортодоксальные женщины на практике не только лишены возможности реализовать основное право человека баллотироваться и быть избранными в Кнессет, но и лишены равных возможностей информировать своих потенциальных избирателей о том, что они баллотируются независимо». Однако затем «Ятед Неэман» подала апелляцию, и судья Верховного суда Нил Хендель постановил, что от данной газеты не потребуется размещать эту рекламу. «Ятед Неэман», основанная основателем политической партии «Дегель ха-Тора», одной из партий Яхадут ха-Тора, заявила, что первоначальное постановление «представляет собой незаконное принуждение и ущемляет культурные и религиозные свободы».
Кандидат «в последнюю минуту» Гила Яшар была добавлена в список партии на выборах в марте 2015 года. Она — ультраортодоксальная женщина, чья ситуация попала в заголовки израильских газет после того, как раввинский суд назвал её «разведённой» и приказал задержать её, оставив прикованной наручниками к больничной койке. Депутат Кнессета Ализа Лави, председатель комитета Кнессета по положению женщин и гендерному равенству, которая помогала Яшар в её борьбе, прокомментировала кандидатуру Яшар вместе с У-ви-зхутан для продвижения интересов ультраортодоксальных женщин: «Те, кто сегодня должен представлять их в Кнессете, во многих случаях их не представляют. Я надеюсь, что в следующем Кнессете мы будем работать бок о бок и продолжим продвигать и проводить политику, которая расширяет права и возможности женщин из всех слоёв общества Израиля».